# Eichinger Quartet
Az Eichinger Quartet jazzformációt Eichinger Tibor alapította 2000 októberében. A zenekar 2001 márciusa óta számos koncertet adott különböző klubokban és kulturális eseményeken, feltűntek több hazai jazzfesztiválon is.
Saját szerzeményeket adnak elő, melyek nagy részét a frontember írja és hangszereli.
A zenekar kompozíciói között található groteszk tánczene parafrázis, cool jazz, energikus jazz-rock, balkáni, brazil és swing ritmusokra épülő, illetve groove-os szerzemény, amelyek sokszínűségük ellenére Eichinger egységes, kiforrott és egyéni zenei világát tükrözik.
Az Élet és Irodalom szerint:
" …a jellegzetes vibrátókba és puha hangzásba könnyedén ágyazódik a Jazzpression vezetője, Tóth Sándor vérbő alt- és tenorszaxofon játéka."

## Diszkográfia
- Légúti panaszok (2001) Bahia Records
- Pasztellszivárvány a Balkán felett (2006) ICO ZRt.

## Fontosabb fellépések
- Művészetek Völgye
- Egri Művelődési Központ
- Műcsarnok
- @RC plakátkiállítás

## Tagok
- Eichinger Tibor – elektromos gitár
- Tóth Sándor (zenész) – alt-, ill. tenorszaxofon
- Nagy Péter – nagybőgő
- Gavallér Csaba – dob